# Nicolas Denisot

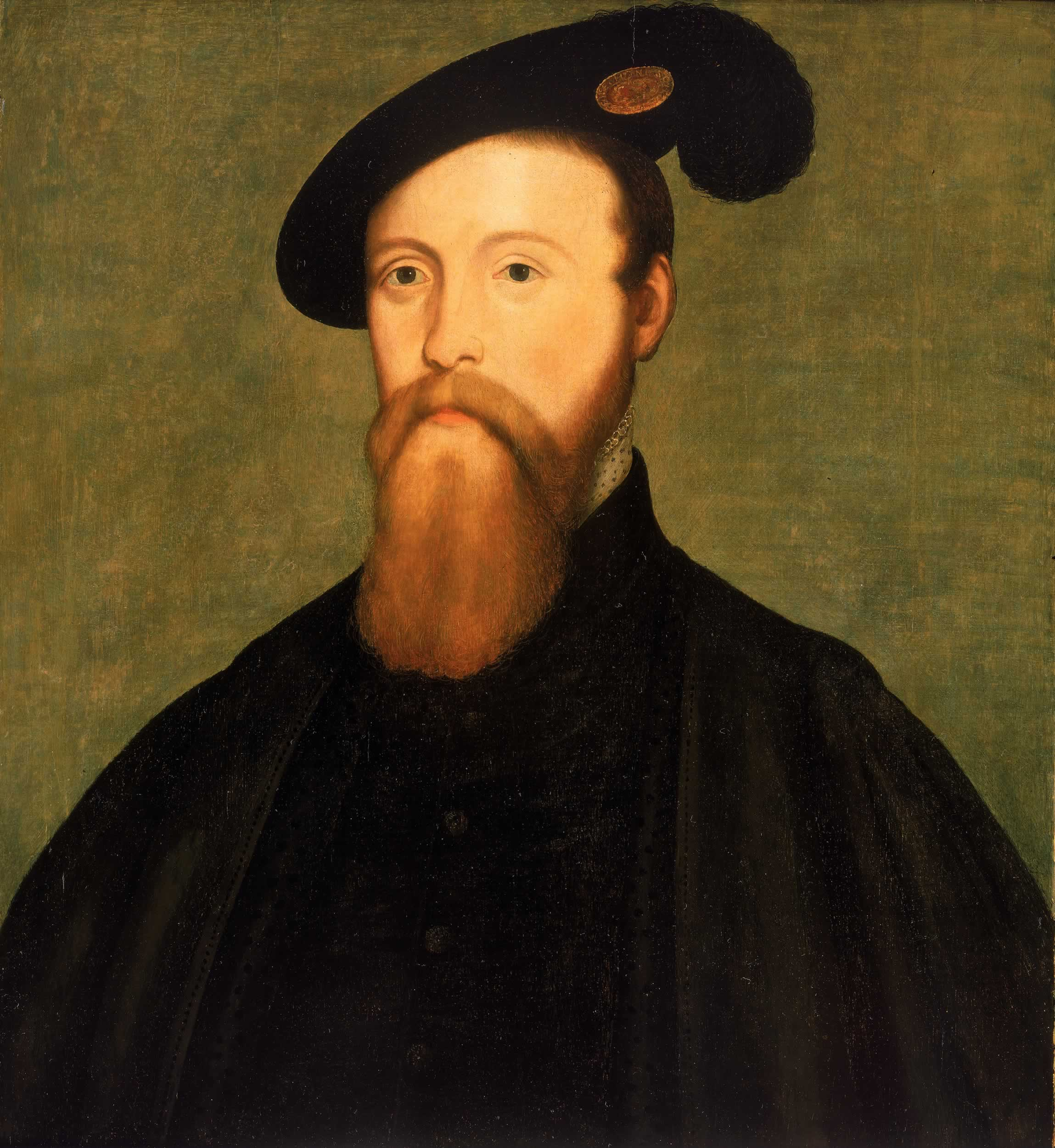
Nicolas Denisot

Nicolas Denisot (Le Mans, 1515 - 1559) was een Frans dichter en een van de leden van de Pléiade. 

## Biografie
De Denisots waren uit een oude, adellijke familie uit Nogent-le-Retrou in het graafschap van Perche. Later (in de 17e en 18e eeuw) breidde de familie zich ook uit naar de provincies Maine en Anjou. Volgens sommigen was de familie van Nicolas Denisot oorspronkelijk Engels. De familienaam zou dan Adison of Adamson geweest zijn. 
Nicolas was de derde zoon van Jehan Denisot l'Ancien en werd geboren uit diens tweede huwelijk. Hij zat eerst op een monnikenschool, waarna hij vermoedelijk op het door Pierre Carbelin opgerichte college van Saint-Benoît  - dat was gelegen in de wijk Saint-Pavin-de-Ia-Cité waar de Denistos woonden - zijn studie voortzette. Hij was een van de leerlingen van François Briand, met wie hij innig bevriend raakte.   
Denisot schreef onder het pseudoniem Conte d' Anisot ("graaf van Anisot"), een anagram van zijn echte naam. Hij had een sterke voorkeur voor religieuze liederen. Hij was bevriend met Pierre de Ronsard, Jacques Peletier du Mans, Jacques Tahureau en Rémy Belleau.
- Bibliothèque nationale de France: cb120071650 (data)
- Gemeinsame Normdatei: 120869470
- International Standard Name Identifier: 0000 0000 8083 8102
- Library of Congress Control Number: no97053341
- Nationale Bibliotheek van Israël: 987007282085205171
- Nederlandse Thesaurus van Auteursnamen: 180884859
- RKD-Nederlands Instituut voor Kunstgeschiedenis: 21963
- LIBRIS: 205971
- Système universitaire de documentation: 028185447
- Union List of Artist Names: 500102119
- Virtual International Authority File: 4940839
- WorldCat: E39PBJbxCGB4jWhhqJvDPMHt8C